# هیس (دهانه)
هیس یک دهانه برخوردی در ماه‌ است.

## دهانه‌های اقماری
این دهانه ۲ دهانه اقماری دارد.
| Heis | عرض جغرافیایی | طول جغرافیایی | قطر         |
| ---- | ------------- | ------------- | ----------- |
| A    | ۳۲.۷° N       | ۳۱.۹° W       | ۶.۰ کیلومتر |
| D    | ۳۱.۷° N       | ۳۱.۱° W       | ۸.۰ کیلومتر |